# خوان مانويل بيريلو
خوان مانويل بيريلو (بالإسبانية: Juan Manuel Perillo)‏ هو لاعب كرة قدم أرجنتيني في مركز الهجوم، ولد في 9 أبريل 1985 في بوينس آيرس في الأرجنتين. لعب مع أونسي كالداس وبوكا جونيورز ونادي يونيفرسيتاريو.

## وصلات خارجية
- خوان مانويل بيريلو على موقع إي إس بي إن إف سي (الإنجليزية)
- خوان مانويل بيريلو على موقع قاعدة بيانات كرة القدم.إي يو (الإنجليزية)